# Sebastião da Cunha de Azeredo Coutinho
Sebastião da Cunha de Azeredo Coutinho, primeiro e único barão de Azeredo Coutinho, (São Fidélis, 1 de dezembro de 1809 – São Fidélis, 18 de setembro de 1900) foi um fazendeiro brasileiro. Filho de Vicente Ferreira Alves Barcelos e de Beatriz Ferreira da Cunha Azevedo Machado. Casou-se em 1853 com sua sobrinha Ana Barcelos da Silva e Sousa, deixando descendência.

## Títulos nobiliárquicos
Barão de Azeredo Coutinho
Título conferido por decreto imperial em 17 de dezembro de 1881.